# Coccolitovirus
Els coccolitovirus són un gènere de Virus ADN bicatenaris que infecta Emiliania huxleyi, una espècie de coccolitòfor.

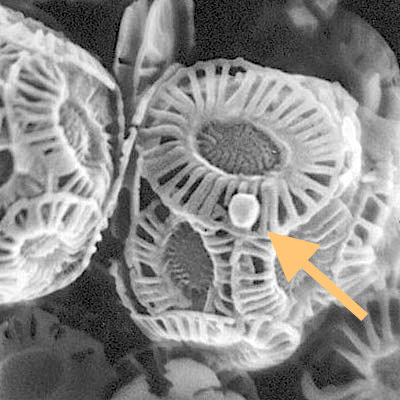
Emiliania huxleyi virus 86

Va ser observat per primer cop el 1999 i el seu genoma va ser seqüenciat el 2005 trobant que tenia 471 gens que codificaven proteïnes i, per tant, es podia qualificar de "virus gegant" i el de genoma més gran entre els virus marins.
En aquest virus s'ha pogut comprovar la seqüència de gens responsable de la producció de la ceramida, un dels factors que controlen la mort cel·lular, perllongant la vida del seu hoste Emiliania huxleyi.